# Улица Хлобыстова (Москва)
Улица Хло́быстова — улица в Юго-Восточном административном округе города Москвы на территории района Выхино-Жулебино. Отходит от Рязанского проспекта, после чего заворачивает на запад и тянется вдоль железной дороги Казанского направления МЖД до Вешняковской площади. Улица преимущественно имеет по две полосы движения в каждую сторону (исключение — площадь перед станцией метро Выхино — там улица расширена до трёх — четырёх полос). Нумерация домов начинается от Вешняковской площади.

## Происхождение названия
Названа в 1966 году в честь Алексея Степановича Хлобыстова (1918—1943) — лётчика-истребителя, гвардии капитана, Героя Советского Союза, во время Великой Отечественной войны совершил 335 боевых вылетов, сбил 6 самолётов противника лично и не менее 18 в составе группы. В одном из воздушных боёв при обороне Мурманска совершил 2 тарана вражеских самолётов и сумел благополучно приземлиться на аэродроме. 13 декабря 1943 года командир эскадрильи 20-го Гвардейского ИАП А. С. Хлобыстов вылетел в паре на боевое задание с которого лётчики не вернулись.

## Учреждения и организации
Улицу обслуживают автостанция «Выхино», рынок «Альтаир-1», школа № 398 и детские сады № 281, 1883.

## Транспорт
По улице ходит автобусы № 159; 551 и 580. Параллельно улице проходят открытый участок Таганско-Краснопресненской линии метрополитена, на которой расположена станция метро «Выхино», и железная дорога в сторону Казани и Рязани, на которой расположены станции Вешняки и Выхино. Добраться до улицы можно также от станции метро «Рязанский проспект».